# Milan Ćopić
Milan Ćopić (4 de diciembre de 1897 - 1941) fue un comunista croata, voluntario en las Brigadas Internacionales, que dirigió la cárcel disciplinaria de las Brigadas Internacionales en el Campo Lucasz (Albacete) durante la Guerra Civil Española hasta abril de 1938, cuando trasladaron dicha prisión a Castelldefels. Era hermano del teniente coronel Vladimir Ćopić, comandante de la XV Brigada Internacional.
Su mando como director de la prisión disciplinaria de las Brigadas Internacionales en Castelldefels (Barcelona) duró de abril a mediados de mayo de 1938, cuando fue acusado de ejecuciones extrajudiciales y de tortura en dicha prisión. Fue juzgado por la República en 1938 y condenado a muerte, pero no fue (tal vez) ejecutado por la ayuda de su hermano. Ćopić murió en 1941 en un campo de concentración nazi, después de haber sido detenido en Francia.